# Banja Luka-Beograd I
La Belgrado-Banja Luka I era una corsa in linea di ciclismo su strada, svoltasi dal 2007 al 2017 tra Belgrado, in Serbia, e Banja Luka, nella Repubblica Serba di Bosnia ed Erzegovina. Nelle undici edizioni organizzate fu sempre parte del circuito UCI Europe Tour come prova di classe 1.2; dal 2007 al 2008 e dal 2015 al 2017 si svolse sul percorso da Banja Luka a Belgrado, mentre dal 2009 al 2014 fu corsa sul tracciato inverso.
Dal 2018 è stata fusa con l'altra corsa in linea Belgrado-Banja Luka II a formare la corsa a tappe Belgrado-Banja Luka.

## Albo d'oro
Aggiornato all'edizione 2017.
| Anno | Vincitore         | Secondo                | Terzo                  |
| ---- | ----------------- | ---------------------- | ---------------------- |
| 2007 | Matej Gnezda      | Igor Kranjec           | Gergely Ivanics        |
| 2008 | Aldo Ino Ilešič   | Daniele Callegarin     | Emanuele Rizza         |
| 2009 | Normunds Lasis    | Rino Zampilli          | Krisztian Lovassy      |
| 2010 | Jure Zrimšek      | Maroš Kováč            | Yasuharu Nakajima      |
| 2011 | Krisztian Lovassy | Matej Marin            | Radoslav Rogina        |
| 2012 | Marko Kump        | Luka Mezgec            | Robert Jenko           |
| 2013 | Michal Kolář      | Jan Sokol              | Matej Mugerli          |
| 2014 | Martin Otonicar   | Fabian Schnaidt        | Mattia Gavazzi         |
| 2015 | Marko Kump        | Charálampos Kastrantás | Polychrónis Tzortzákis |
| 2016 | Vitalij Buc       | Aleks Surutkovič       | Raman Ramanaŭ          |
| 2017 | Barnabás Peák     | Robert Jenko           | Dušan Rajović          |